# Биштюбинка
Биштюбинка  (рос. Биштюбинка) — село у Нарімановському районі Астраханської області Російської Федерації.
Населення становить 1137 осіб (2014). Входить до складу муніципального утворення Старокучергановська сільрада.

## Історія
Населений пункт розташований на території українського етнічного та культурного краю Жовтий Клин. Від 1931 року належить до Нарімановського району.
Згідно із законом від 6 серпня 2004 року органом місцевого самоврядування до 1 вересня 2016 року було Старокучергановська сільрада.

## Населення
| 2002 | 2010  | 2011  | 2013  | 2014  |
| ---- | ----- | ----- | ----- | ----- |
| 1074 | ↗1117 | ↗1262 | ↘1134 | ↗1137 |